# Georges Dantu
Pour les articles homonymes, voir Dantu.

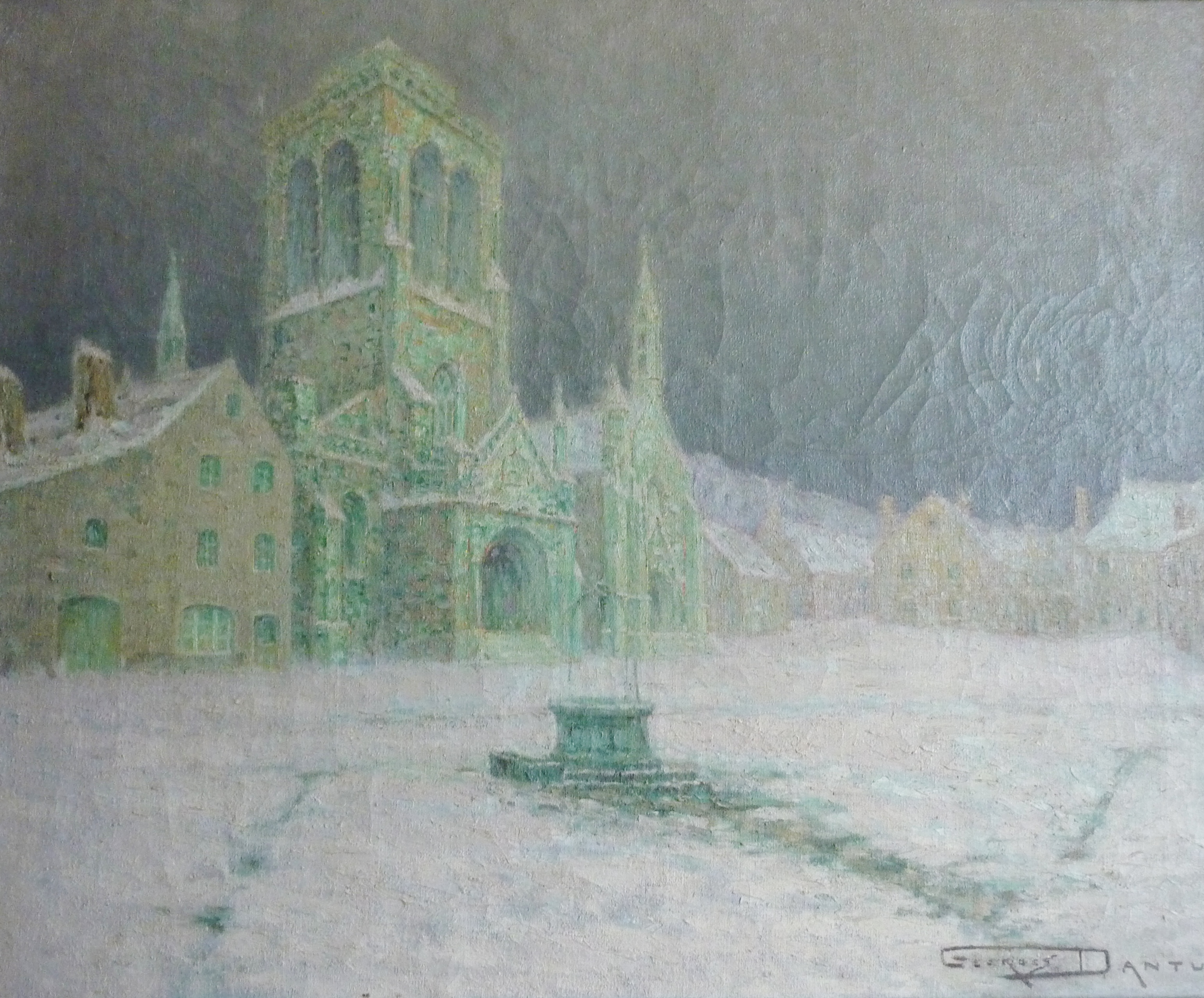
Locronan sous la neige par Georges Dantu

Georges Dantu, né le 10 avril 1867 dans le 3e arrondissement de Paris, mort le 23 avril 1948 dans le 16e arrondissement de Paris, est un peintre français.

## Biographie
Membre de la Société nationale des beaux-arts (1910-1913), il expose au Salon des artistes français dont il est sociétaire, de 1914 à 1929 ainsi qu'entre autres, au Salon d'hiver, au Salon des indépendants, au Salon des orientalistes et dans diverses galeries dont la Galerie Devambez et la Galerie Georges Petit (1924-1929). 
En 1929, il présente au Salon d'hiver les toiles Église de la Trinité-en-Megven, Neige, Moulin du Chef des bois (neige), Sous les cerisiers au Japon, Vision d'Extrême-Orient.
Il est inhumé dans le cimetière ancien de Boulogne-Billancourt.
Certaines de ses œuvres sont conservées au Musée Carnavalet.